# Clarendon House

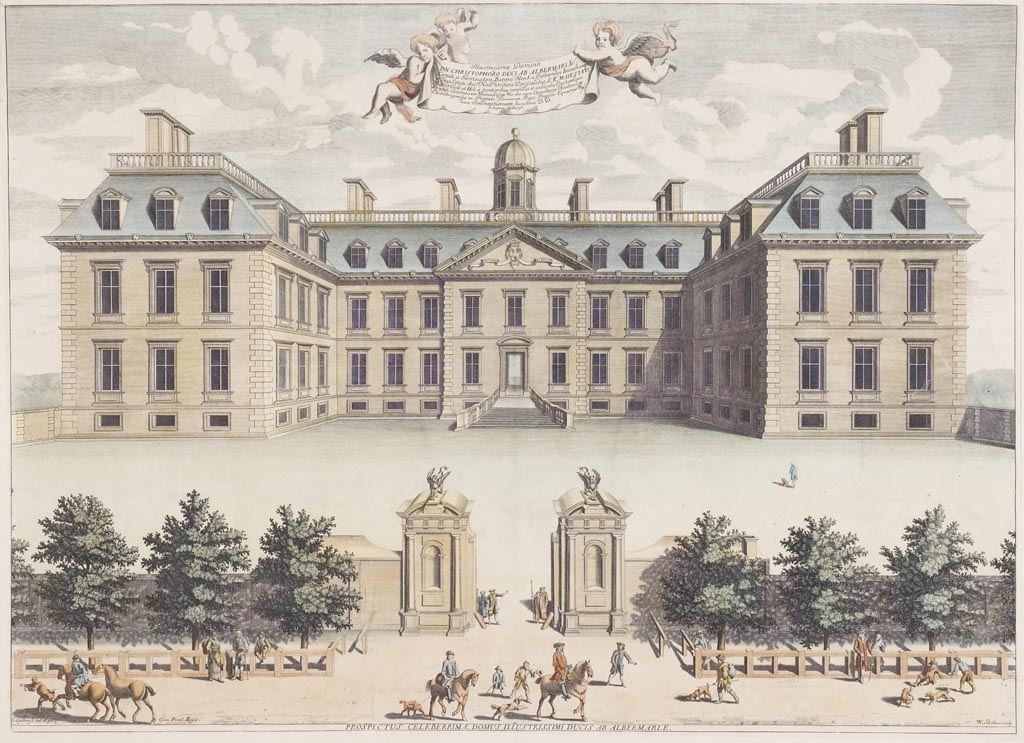
Clarendon House, um 1680, als es dem Herzog von Albemarle gehörte. Gravierung von William Skillman (fl. 1660–1685) von einem Gemälde von Johann Spilberg II (1619–1690).

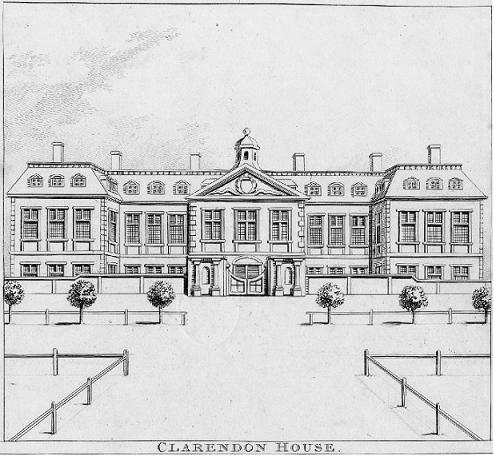
Clarendon House von der St James’s Street aus gesehen. Gravierung von Nathaniel Smith und John Thomas Smith aus London, 1798, kopiert von einem früheren Druck in der Sammlung von Thomas Allen Esq. Veröffentlicht in Smiths „Antiquities of London“, 1798.

Clarendon House war ein Herrenhaus, das am Piccadilly in der britischen Hauptstadt London von den 1660er-Jahren bis in die 1680er-Jahre stand. Es wurde für den mächtigen Politiker Edward Hyde, 1. Earl of Clarendon, errichtet und war eine der großartigsten Privatresidenzen in London.

## Geschichte
Nach der Wiedereinsetzung der englischen Monarchie 1660 wurden neue Häuser im Londoner West End für die Höflinge von Karl II. errichtet. Der Piccadilly war damals nur eine Landstraße, aber man begann bereits damit, die Grundstücke nördlich davon zu bebauen. In den folgenden Jahrzehnten wurde die ganze Gegend ausgebaut und wurde zu Londons führendem, aristokratischen Wohnviertel, Mayfair. Zwei weitere bekannte Herrenhäuser wurden etwa zur selben Zeit nahe dem von Hyde gebaut. Östlich davon ließ John Denham ein Haus bauen, das später zu Burlington House wurde, und westlich davon John Berkeley das Berkeley House, das später Devonshire House genannt wurde.
Lord Clarendon erhielt 1664 durch ein königliches Dekret ein 3,2 Hektar großes Grundstück für das Haus. Ironischerweise in Bezug auf die kommenden Ereignisse bestand der Lord stets darauf, dass er eigentlich gar kein so prahlerisches Haus bauen wollte, es ihm aber nicht möglich war, ein geeignetes Herrenhaus zu mieten. Clarendon House entstand zwischen 1664 und 1667 nach den Plänen von Roger Pratt. Es wurde weit weg von der Straße hinter einen Hof zurückgesetzt. Der Mittelteil war neunteilig und die beiden Seitenflügel waren je dreiteilig. Das Haus war zwei Zimmer tief und besaß zwei Stockwerke von etwa gleicher Höhe. Darunter gab es ein Tiefparterre und als oberstes Stockwerk ein Dachgeschoss mit Dachgauben. Das Dach war flach, hatte eine Balustrade und ganz oben eine Kuppellaterne. Der Baustil entsprach der damaligen Mode in England, war klar klassisch beeinflusst, symmetrisch und mit Ziergiebeln, ließ aber die klassische Säulenordnung vermissen. Über die Einteilung der Innenräume weiß man nur wenig mit Ausnahme dessen, was man von außen erkennen konnte, aus Pratts anderen Arbeiten weiß oder von den Konventionen der damaligen Zeit. Das Gebäude hatte vermutlich ein großes, zentrales Treppenhaus, das von oben belichtet war, und eine Reihe von Paradezimmern. Es hatte 101 Herdstellen.
Clarendon House wurde sowohl von zeitgenössischen als auch von späteren Architekturkritikern gerühmt. John Evelyn meinte, es sei das “bestersonnene, nützlichste, anmutigste und großartigste Haus in England” gewesen. 300 Jahre später schrieb John Summerson: „Clarendon House war eines der ersten klassischen Häuser in London und vermutlich das eindrucksvollste von ihnen“. Es sollte großen Einfluss auf künftige englische Häuser haben, aber sein Einfluss war mehr auf englischen Landhäuser denn auf Herrenhäuser in London zu spüren. Belton House in Lincolnshire, das manchmal als bestes Beispiel für ein englisches Landhaus genannt wird, basierte eng auf Clarendon House.
1667, im gleichen Jahr als das Haus fertiggestellt wurde, fiel Clarendon in Ungnade. Sein Ruf wurde durch die Großspurigkeit des Herrenhauses, das um die £ 40.000 gekostet haben soll, nicht gerade befördert. Unter all den Anfeindungen gegen ihn war auch die, dass er sich Bausteine angeeignet hätte, die für die Reparaturarbeiten von St Paul’s Cathedral nach dem großen Brand von London gedacht waren. Im gleichen Jahr, am 14. Juni 1667, schrieb Samuel Pepys in sein Tagebuch:

“...some rude people have been... at my Lord Clarendon's where they cut down the trees before his house and broke his windows.” (dt.: ” (...) einige grobe Leute waren (...) beim Haus von Lord Clarendon, wo sie die Bäume vor dem Haus umschnitten und die Fenster einwarfen.“)

Als Reaktion auf die Vorwürfe ließ der König seinen früheren Günstling fallen. Noch 1667 floh Clarendon nach Frankreich, wo er 1674 starb.
1675 verkauften seine Erben Clarendon House an Christopher Monck, 2. Duke of Albemarle, für £ 26.000 und 1693 verkaufte es Albemarle weiter an ein Konsortium von Investoren unter der Führung von Sir Thomas Bond. Letzterer ließ das Haus abreißen und baute stattdessen die Dover Street, die Albemarle Street und die Bond Street. Die Albemarle Street verläuft mitten durch das Grundstück des früheren Hauses, dessen Front direkt gegenüber der St James’s Street lag.

## In der Literatur
Der Bau des Hauses und die Ressentiments, die dadurch verursacht wurden, sind wesentliche Elemente in The Piccadilly Plot, der siebten Geschichte der Thomas-Chaloner-Reihe von mystischen Novellen von Susanna Gregory.